# Hermann Arthur Jahn
Hermann Arthur Jahn (Colchester, 31 maggio 1907 – Southampton, 24 ottobre 1979) è stato un fisico inglese, di origine  tedesca. È noto per aver descritto, insieme con Edward Teller, il fenomeno conosciuto come effetto Jahn-Teller.
Conseguì il bachelor in chimica alla University College di Londra nel 1928. Ottenne il PhD con una tesi su "La rotazione e oscillazione della molecola del metano", sotto la supervisione di Werner Heisenberg, il 14 febbraio 1935 all'Università di Lipsia.